# Uta Bresan
Pour les articles homonymes, voir Bresan.
Uta Bresan (née le 9 mars 1965 à Dresde) est une chanteuse et animatrice de télévision allemande.

## Biographie
Pendant ses années d'école, Bresan est formée à la musique classique à l'école de musique Paul Büttner de Dresde pendant quatre ans. Après avoir obtenu son abitur, elle étudie la musique de danse et de divertissement au conservatoire Carl Maria von Weber de 1984 à 1988 et obtient son diplôme après un examen d'État.
Uta Bresan fait ses premières apparitions à la télévision en 1989 dans des programmes tels que Feuerabend et Sprungbrett. Elle reçoit des prix tels que le Silbernen Bong et le prix du public au Festival international de schlager 1990 à Moscou. Cela a été suivi d'apparitions dans des émissions télévisées de chaînes publiques telles que des Lustige Musikanten, ZDH Hit-Parade, Musikantenscheune et ZDF-Fernsehgarten.
En 1993, la MDR engage Uta Bresan pour l'émission sur les animaux tierisch, tierisch. Elle en est toujours l'animatrice. Depuis le 18 janvier 2004, elle anime également l’émission musicale Musik für Sie. En mars et avril 2009, Uta Bresan anime 10 Jahre jünger sur RTL.

## Discographie
Albums
- 04/1996 : Ich wünsch’ mir mehr…
- 05/1999 : Zum Horizont und noch weiter
- 10/2000 : Unbeschreiblich weiblich
- 06/2002 : Ein Teil von mir
- 03/2003 : Herzgedanken
- 03/2006 : Himmlische Augenblicke
- 10/2007 : Feuer im Vulkan
- 03/2008 : Solange du willst
- 02/2009 : Nur die Hits
- 10/2009 : Mein Weihnachten
- 06/2012 : Ein gutes Gefühl

### Singles
- 01/1993 : Ich wünsch’ mir mehr als die Nacht
- 05/1993 : Super Sommer
- 01/1994 : Liebe aus der Ferne
- 10/1994 : Nur, weil ich mich mag (promo)
- 01/1996 : Tausend und eine Nacht vorbei
- 03/1997 : Mitten ins Herz
- 08/1997 : Sehnsucht kannst du nicht verbieten
- 06/1998 : Feuer im Vulkan
- 12/1998 : Lass mich noch einmal träumen
- 05/1999 : Ich will nach Hause zu dir
- 11/1999 : Ich leb auch ohne dich ganz gut
- 04/2000 : Ich hab den Sommer bestellt
- 10/2000 : Liebe ist wie ein Wunder
- 03/2001 : Balsam auf meiner Seele
- 09/2001 : Hilf mir an deiner Seite zu geh’n
- 04/2002 : Kneif mich mal
- 03/2003 : Du bist der Frühling meines Lebens (promo)
- 08/2003 : Aus Liebe geboren (promo)
- 12/2003 : Wenn du mich berührst (promo)
- 04/2004 : Viva la Vida el Amor (promo)
- 09/2004 : Gab es uns nur einen Sommer lang (promo)
- 06/2005 : Sommergefühl
- 10/2005 : Was man über sie erzählt
- 02/2006 : Komm doch mal vorbei!
- 03/2006 : Irgendwann ist alles doch vorüber
- 06/2006 : Schenk mir diesen Sommer
- 10/2006 : Wir brauchen Zeit, um zu träumen
- 03/2007 : Der Himmel schweigt
- 07/2007 : Komm, lass uns tanzen (promo)
- 11/2007 : Sie spielen unser Lied (promo)
- 03/2008 : Wir seh'n uns wieder (promo)
- 10/2008 : Will nur mal deine Stimme hören (promo)
- 02/2009 : Du bist nicht allein (promo)
- 06/2009 : Ab in den Süden (Der Sommer beginnt) (promo)
- 11/2009 : Ich möchte keinen Tag vermissen (promo)
- 11/2009 : Wir fliegen mit dem Weihnachtsmann (promo)
- 04/2010 : Es hat alles seine Zeit (promo)
- 10/2010 : Kannst du mir verzeihn (promo)
- 03/2011 : Liebe macht süchtig (promo)
- 05/2011 : Ich hab’ das Gefühl, der Sommer fängt an (promo)
- 10/2011 : Einsamer Wolf (promo)
- 03/2012 : Zum Teufel nochmal (promo)
- 06/2012 : Ich leb für dich in ihrem Schatten (promo)
- 10/2012 : Wen würde ich lieben (promo)
- 01/2013 : Wort für Wort (promo)
- 06/2016 : Wellenspiel
- 05/2017 : Kopf oder Zahl
- 04/2018 : Was wäre wenn

## Source de la traduction
- (de) Cet article est partiellement ou en totalité issu de l’article de Wikipédia en allemand intitulé « Uta Bresan » (voir la liste des auteurs).